# Bulongji
Bulongji (kinesiska: 布隆吉) är en socken i nordvästra Kina. Den ligger i Guazhou härad i staden Jiuquan i provinsen Gansu,  omkring 810 kilometer nordväst om provinshuvudstaden Lanzhou. Antalet invånare är 4 975. Befolkningen består av 1 974 kvinnor och 3 001 män. Barn under 15 år utgör 12,0 %, vuxna 15-64 år 81 %, och äldre över 65 år 6,0 %.